# Espurina
Espurina (en latín Spurinna) fue un arúspice que vivió durante el siglo I a. C.
Era miembro de la antigua gens etrusca los Spurinna, documentados desde el siglo IV a. C. y conocidos como jefes de la ciudad de Tarquinia a finales de la república romana.
Fue el summus arúspice que intentó disuadir Julio César en el año 46 aC de su viaje a África antes del solsticio de invierno. César desobedeció al adivino y ganó la campaña. Pero Espurina se hizo famoso por advertir a César de que en los idus de marzo del año 44 a. C. correría un peligro inminente, cuando, después de sacrificar un espléndido toro no encontró entre las vísceras el corazón de la víctima. Otros autores dicen que le faltaba la parte superior del hígado. Avisó a César diciendo: "Este signo tiene que ver con tu vida y con tu prudencia, ya que ambas se encuentran en el corazón". César, sin hacer caso de las advertencias, fue asesinado.
Apiano explica la reacción de César de forma muy detallada. El dictador se rio del arúspice, recordándole que algo parecido había dicho en una situación anterior. El adivino le dijo que entonces había estado en peligro, pero que ahora el presagio era mucho más seguro. César le escuchó y el adivino volvió a hacer un sacrificio, obteniendo el mismo presagio. Finalmente, molesto con los sacerdotes que le hacían perder el tiempo, entró a la Curia, donde fue asesinado. Parece que Espurina ya había advertido a César de su asesinato un tiempo antes. Valerio Máximo dice que el arúspice le advirtió de que se guardara "de los próximos treinta días", de los cuales, el último coincidía con los idus de marzo. Plutarco también recoge esta profecía, y añade, que cuando llegaron los idus, César saludó al arúspice, de forma burlesca, diciendo que ya habían llegado los idus de marzo, entonces Espurina contestó: "Han llegado, sí, pero no han pasado".
César lo había hecho senador, quizá por recompensarle algunos servicios prestados, lo que Cicerón reprobó.